# Parafia św. Józefa Opiekuna Rodzin w Łęcznej
Parafia św. Józefa Opiekuna Rodzin w Łęcznej – rzymskokatolicka parafia w Łęcznej, należąca do archidiecezji lubelskiej i Dekanatu Łęczna. Została erygowana w 2002 roku.
Na obszarze parafii leżą ulice: Chełmska, Górnicza, Gwarków, Kapitana Żabickiego, Skarbka, Staszica, Szkolna. Jest najmłodszą parafią w mieście. Położona jest w środku osiedla Samsonowicza, posiada obecnie 4 duszpasterzy.
Proboszczem jest ks. Misa Stefan Stanisław (dziekan dekanatu łęczyńskiego do 2022). 
Inicjatorem budowy kościoła na osiedlu Samsonowicza był ks. Janusz Rzeźnik, a autorem projektu prof. Szczepan Baum.
Wiosną 2001 roku dopełniono wszystkich niezbędnych formalności, uzyskano pozwolenia, rozpoczęto grodzenie placu i gromadzenie materiałów budowlanych. Budowa trwała do 2006 roku.